# Aumale (metrostation)
Aumale is een station van de Brusselse metro, gelegen in de Brusselse gemeente Anderlecht.

## Geschiedenis
Het ondergrondse metrostation werd geopend op 6 oktober 1982 ter verlenging van metrolijn 1B vanuit Beekkant naar Sint-Guido. Sinds de herziening van het metronet in 2009 rijdt metrolijn 5 door dit station. Het station werd vernoemd naam de d'Aumalestraat, een van de straten die uitkomt op het rustplein.

## Situering
Aumale is gelegen onder het Rustplein aan de rand van het Bospark. Er is aansluiting voorzien met verschillende buslijnen van De Lijn.

## Kunst
Op de wanden van de perronhal is geheel rondom een fotomontage van Jean-Paul Laenen te bewonderen, waardoor de reiziger zich buiten op straat waant. De kunstenaar maakte samen met leden van de fotoclub van de MIVB een impressie van de omgeving van het station ten tijde van de bouw van de metrolijn. Met een oppervlakte van 600 m² is Metrorama 78 de grootste fotomontage ter wereld.